# Jürgen Christoph Winter
Jürgen Christoph Winter (* 1938 in Insterburg) ist ein deutscher Afrikanist.

## Leben
Am Ende des Zweiten Weltkriegs musste seine Familie aus Ostpreußen fliehen und ließ sich in einem kleinen niedersächsischen Dorf nieder. Dort besuchte er die Grundschule, bis die Familie 1950 nach Frankfurt am Main zog. Er studierte Jura an der Universität Köln und belegte auch Kurse in arabischen und afrikanischen Sprachen. Er machte Afrikanistik zu seinen zweiten Hauptfach bei Oswin Köhler, Helmut Petri und Eno Beuchelt.
1963 absolvierte er das erste juristische Staatsexamen. Darüber hinaus vertiefte er seine Kenntnisse der afrikanischen Sprachen (z. B. Suaheli) und nahm 1964/65 an einem Feldforschungsprojekt in Tansania teil. In dieser Zeit sammelte Winter eine Vielzahl von Daten, z. B. zu den Gewohnheitsgesetzen mehrerer ethnischer Gruppen. Von 1966 bis 1969 studierte er am Institut für Sozialanthropologie in Oxford, wo Edward E. Evans-Pritchard zu seinen Lehrern gehörte. Er erwarb einen Bachelor of Letters in Oxford mit einer Arbeit über die Arbeit von Bruno Gutmann ab.
Nach seiner Rückkehr nach Deutschland promovierte Winter 1970 in Rechtswissenschaften. In den folgenden Jahren forschte er weiter in Afrika (z. B. am Kilimandscharo). 1975 nahm Winter eine Assistenzstelle am Institut für Afrikanistik in Köln an und begann schließlich, seine Habilitationsschrift zu schreiben, die er 1978 abschloss. 1979 übernahm Winter eine Professur für Afrikanistik am Institut für Ethnologie in Bayreuth. Er ging 2003 in den Ruhestand.

## Schriften (Auswahl)
- Die deliktsrechtlichen Haftungstatbestände im Recht der Hehe. Versuch der Kodifizierung und Entwicklungsanalyse eines ostafrikanischen Gewohnheitsrechts auf der Grundlage der Urteilsprotokolle (1931–1964) der Native/Local Courts. München 1971, OCLC 72305971.
- Self-actualization in an African society. Its impact upon the development of christianity among the people of Old Moshi, Kilimanjaro during the period from 1870 to 1970. 1977, OCLC 632931351.
- Bruno Gutmann, 1876–1966. A German approach to social anthropology. Oxford 1979, ISBN 0-19-823180-6.